# Ardennea
Ardennea is een geslacht van uitgestorven kreeftachtigen uit de klasse van de Ostracoda (mosselkreeftjes).

## Soorten
- Ardennea nearda Sidaravichiene, 1992 †
- Ardennea tricostata Schallreuter, 1979 †